# Bondträsket
Bondträsket är en sjö i Kalix kommun i Norrbotten och ingår i Sangisälven-Kalixälvens kustområde. Sjön har en area på 0,191 kvadratkilometer och ligger 6,9 meter över havet.

## Delavrinningsområde
Bondträsket ingår i det delavrinningsområde (732003-184595) som SMHI kallar för Rinner mot Repskärsfjärden. Medelhöjden är 11 meter över havet och ytan är 8,25 kvadratkilometer. Det finns inga avrinningsområden uppströms utan avrinningsområdet är högsta punkten. Avrinningsområdets utflöde mynnar i havet, utan att ha någon enskild mynningsplats. Avrinningsområdet består mestadels av skog (90 procent). Avrinningsområdet har 0,19 kvadratkilometer vattenytor vilket ger det en sjöprocent på 2,3 procent.